# レオポルト・ケーニヒ
レオポルト・ケーニヒ（Leopold König、1987年11月15日 - ）は、チェコ、モラヴスカー・トジェボヴァー出身の自転車競技（ロードレース）選手。

## 来歴

### 2010年
- オベーレシュテライヒ・ルントファールト 総合優勝
- チェコ・サイクリングツアー 総合優勝

### 2011年
- オーストリア一周 総合2位

### 2012年
- ツアー・オブ・ブリテン 区間1勝（第6）

### 2013年
- ツアー・オブ・カリフォルニア 区間1勝（第7）
- チェコ・サイクリングツアー 総合優勝
- ブエルタ・ア・エスパーニャ 区間1勝（第8）

### 2015年
- チームスカイに移籍

- チェコ・サイクリングツアー 区間1勝（第3）

### 2016年
- チェコ ナショナルチャンピオン（個人タイムトライアル）

### 2017年
- ボーラ＝ハンスグローエに移籍